# 藤原多子
藤原多子（日语：／ Fujiwara no Masaruko，1140年（保延6年）—1202年1月19日（建仁元年十二月廿四）），平安時代末期后妃。近衛天皇與二条天皇兩代天皇的皇后，又稱「二代之后」。同時也是日本目前最後一位太皇太后、唯一一位被兩代天皇冊立為皇后者（類似的例子只有彌生時代的伊香色謎命，原本是孝元天皇的妃子，又被繼位的開化天皇冊立為皇后）。父德大寺公能，母藤原豪子。養父为姑夫左大臣藤原賴長。
藤原多子聰慧貌美，善書畫，通音律。久安四年（1148年），敘從三位，二年後（1150年）的正月，近衛天皇冊封為女御。同年三月，冊立為皇后。久壽二年（1155年），近衛天皇駕崩。隔年（1156年），因为藤原賴長之故，多子被幽居近衛河原。後白河天皇即位後，尊多子為皇太后。保元三年（1158年）後白河天皇退位，繼位的二條天皇又晉多子為太皇太后。
二條天皇听说他的美貌，下旨令太皇太后多子入宮。群臣皆以為不可，後白河法皇也不同意，多次勸言。但二條天皇不聽從，說：「天子無父母，何不任朕意。」。多子遂在永曆元年入宮，並再度被冊立為皇后，時人称之为「二代之后」。治承末年，避都福原。多子留居近衛河原。多子的兄長藤原實定从福原回来，月夜拜訪。多子以琵琶彈秋風樂。兄長藤原實定吹笛，侍女、小侍從彈箏。哀音悽切，左右皆泣。建仁元年（1202年）十二月，藤原多子崩。年六十二岁。